# Łuczywno
Łuczywno ist ein Dorf im Powiat Kolski der Woiwodschaft Großpolen in Polen. Es hat 180 Einwohner und gehört zur Gemeinde Landgemeinde Osiek Mały.
Der Ort liegt etwa 27 Kilometer östlich der Stadt Konin.
Die erste urkundliche Erwähnung erfolgte im Jahre 1827. In Łuczywno überwiegt die landwirtschaftliche und bäuerliche Struktur. Während der NS-Besatzung trug das Dorf 1940–45 den Namen „Kiendorf“.